# Ryjomysiak
Ryjomysiak (Crunomys) – rodzaj ssaków z podrodziny myszy (Murinae) w obrębie rodziny myszowatych (Muridae).

## Rozmieszczenie geograficzne
Rodzaj obejmuje gatunki występujące w Filipinach i Indonezji.

## Morfologia
Długość ciała (bez ogona) 98–133 mm, długość ogona 68–95 mm, długość ucha 10–16 mm, długość tylnej stopy 23–29 mm; masa ciała 35–71 g.

## Systematyka
Rodzaj zdefiniował w 1897 roku angielski zoolog Oldfield Thomas w artykule zatytułowanym „O ssakach odłowionych przez pana Johna Whiteheada podczas jego niedawnej wyprawy na Filipiny”, opublikowanym w czasopiśmie Transactions of the Zoological Society of London. Gatunkiem typowym jest (oryginalne oznaczenie) ryjomysiak luzoński (C. fallax). 

### Etymologia
Crunomys: gr. κρουνος krounos ‘źródło’, od κρουνοι krounoi ‘potok’ lub ‘strumień’; μυς mus, μυος muos ‘mysz’.

### Podział systematyczny
Do rodzaju należą następujące gatunki:
| Grafika | Gatunek             | Autor i rok opisu                         | Nazwa zwyczajowa       | Podgatunki         | Rozmieszczenie geograficzne | Podstawowe wymiary                                 | Status IUCN |
| ------- | ------------------- | ----------------------------------------- | ---------------------- | ------------------ | --- | -------------------------------------------------- | ----------- |
|         | Crunomys fallax     | O. Thomas, 1897                           | ryjomysiak luzoński    | gatunek monotypowy | endemit Filipin (północno-wschodni Luzon (Sierra Madre, prowincja Isabela)); zakres wysokości: około 300 m n.p.m.                               | DC: około 10,5 cm DO: około 7,9 cm MC: brak danych | DD          |
|         | Crunomys melanius   | O. Thomas, 1907                           | ryjomysiak mindanajski | gatunek monotypowy | endemit Filipin (Leyte, Camiguin i Mindanao); zakres wysokości: 0–1500 m n.p.m.                                                                 | DC: 9,8–13,3 cm DO: 6,8–9,5 cm MC: 58–71 g         | LC          |
|         | Crunomys suncoides  | Rickart, Heaney, Tabaranza & Balete, 1998 | ryjomysiak górski      | gatunek monotypowy | endemit Filipin (Mindanao (góry Kitanglad Mountain)); zakres wysokości: około 2250 m n.p.m.                                                     | DC: około 10,6 cm DO: około 7,9 cm MC: brak danych | DD          |
|         | Crunomys celebensis | Musser, 1982                              | ryjomysiak celebeski   | gatunek monotypowy | endemit Indonezji (północno-środkowy i zachodnio środkowy Celebes (wokół jeziora Lindu, góra Gandangdewata); zakres wysokości: do 1600 m n.p.m. | DC: 11,5–12,7 cm DO: 8–8,4 cm MC: 35–55 g          | NT          |

Kategorie IUCN:  LC  – gatunek najmniejszej troski,  NT  – gatunek bliski zagrożenia,  DD  – gatunki o nieokreślonym stopniu zagrożenia.